# ورزشگاه فوتبال اولسان مونسو
ورزشگاه فوتبال اولسان مونسو، لقب ورزشگاه قوس بزرگ، این ورزشگاه در شهر اولسان، کره جنوبی. میزبان بازی‌های خانگی باشگاه اولسان هیوندای در رقابت‌های کی لیگ است.

## جام جهانی ۲۰۰۲
ورزشگاه جام مونسو یکی از مکانهای برگزاری بازی‌های جام جهانی ۲۰۰۲ بود؛ و مسابقات زیر را برگزار کرده
| تاریخ        | تیم ۱   | نتیجه | تیم ۲               | رقابت    |
| ------------ | ------- | ----- | ------------------- | -------- |
| ۱ ژوئن ۲۰۰۲  | دانمارک | ٢_١   | اروگوئه             | (گروه A) |
| ۳ ژوئن ۲۰۰۲  | برزیل   | ٢–١   | ترکیه               | (گروه D) |
| ۲۱ ژوئن ۲۰۰۲ | آلمان   | ۱_۰   | ایالات متحده آمریکا | یک چهارم |